# Ancylometes bogotensis
Espèce
Synonymes
- Ctenus bogotensis Keyserling, 1877
- Lycoctenus colombianus F. O. Pickard-Cambridge, 1897
- Ancylometes orinocensis Simon, 1898
- Ancylometes palustris F. O. Pickard-Cambridge, 1899
- Lycoctenus caracasensis Strand, 1909
- Lycoctenus venezuelensis Strand, 1909
- Ancylometes acostae Schenkel, 1953
- Ctenus nasutus Kraus, 1955

Ancylometes bogotensis est une espèce d'araignées aranéomorphes de la famille des Ancylometidae.

## Distribution
Cette espèce se rencontre du Honduras à la Bolivie.

## Description

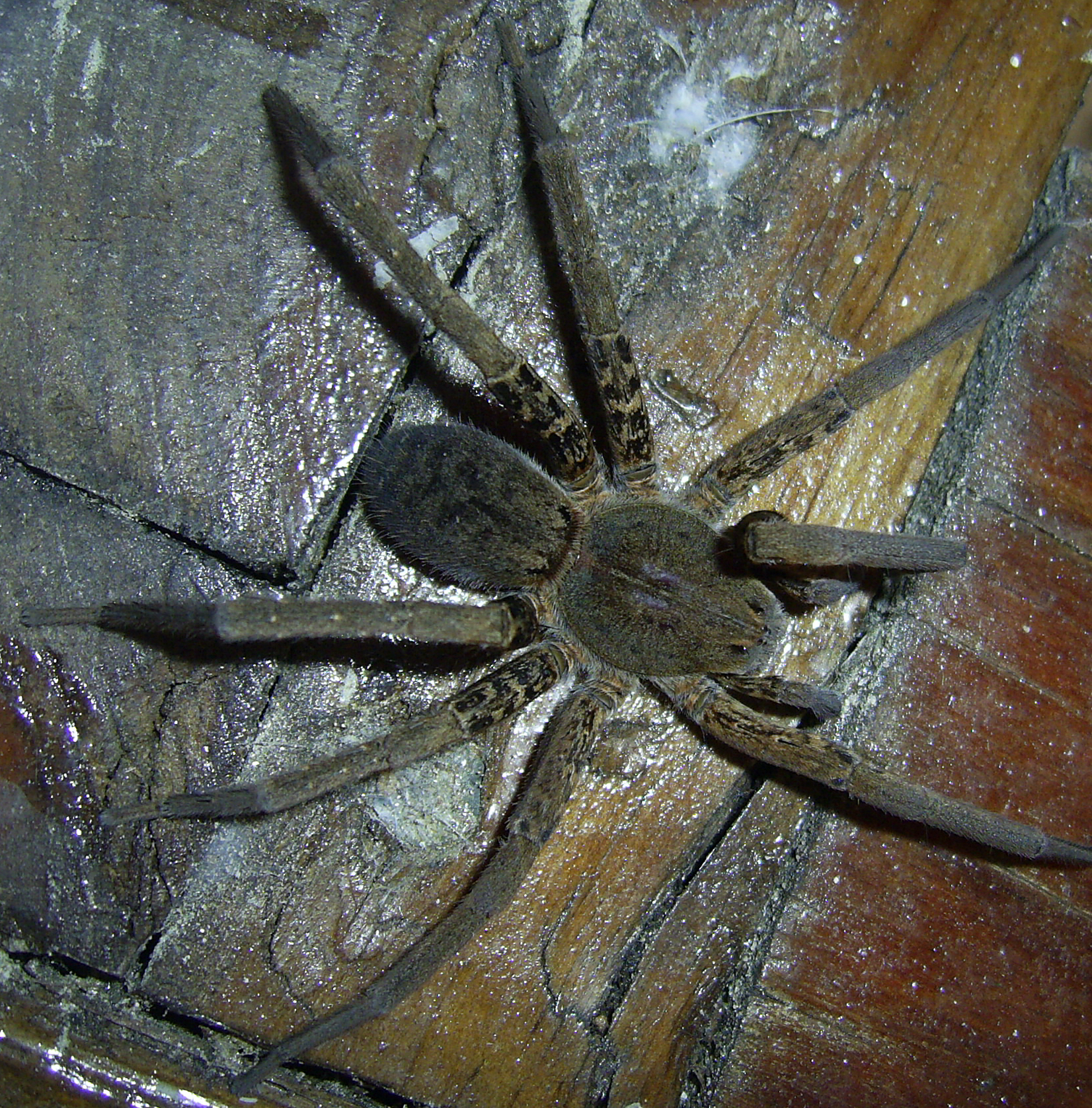
Ancylometes bogotensis

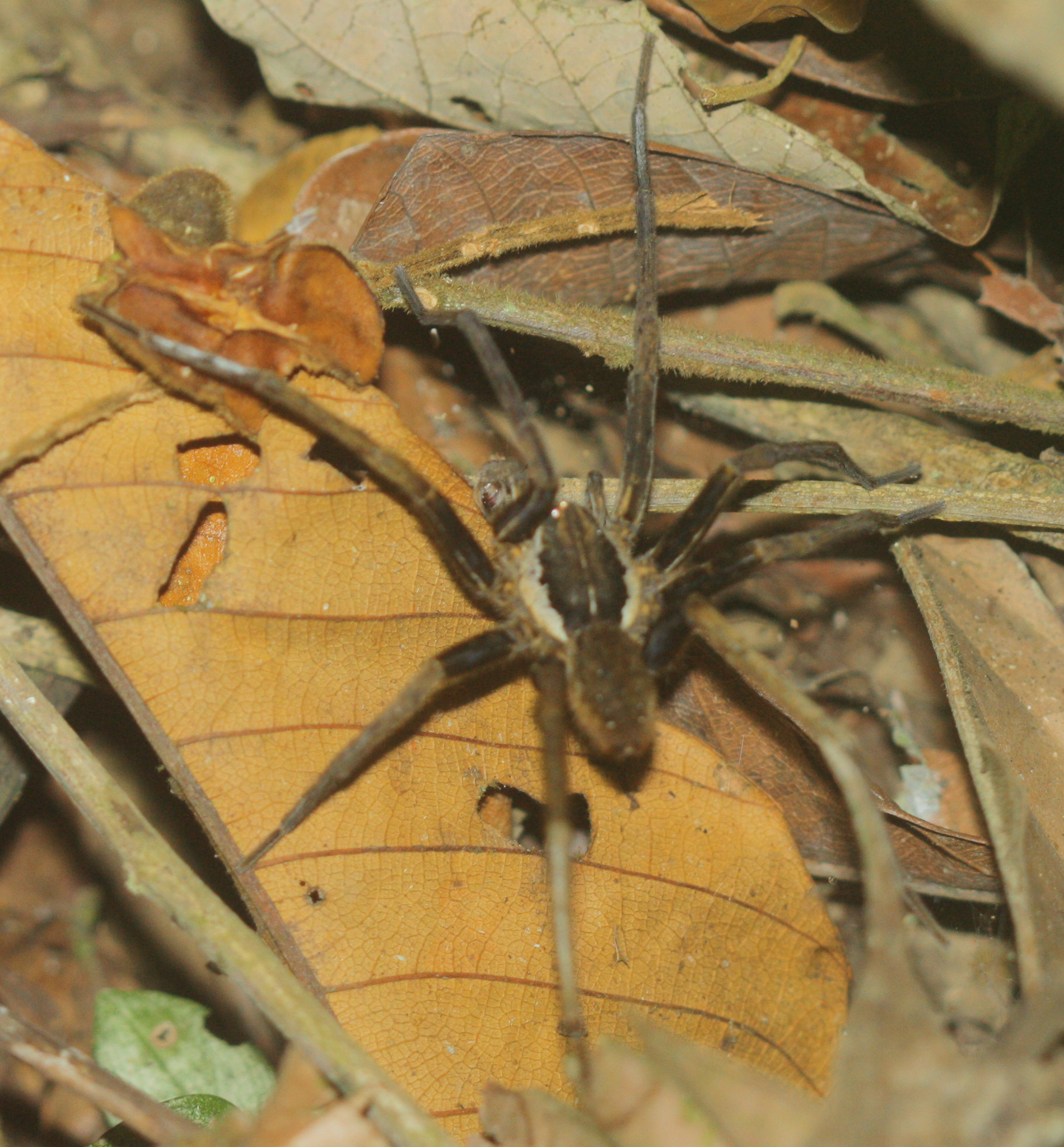
Ancylometes bogotensis

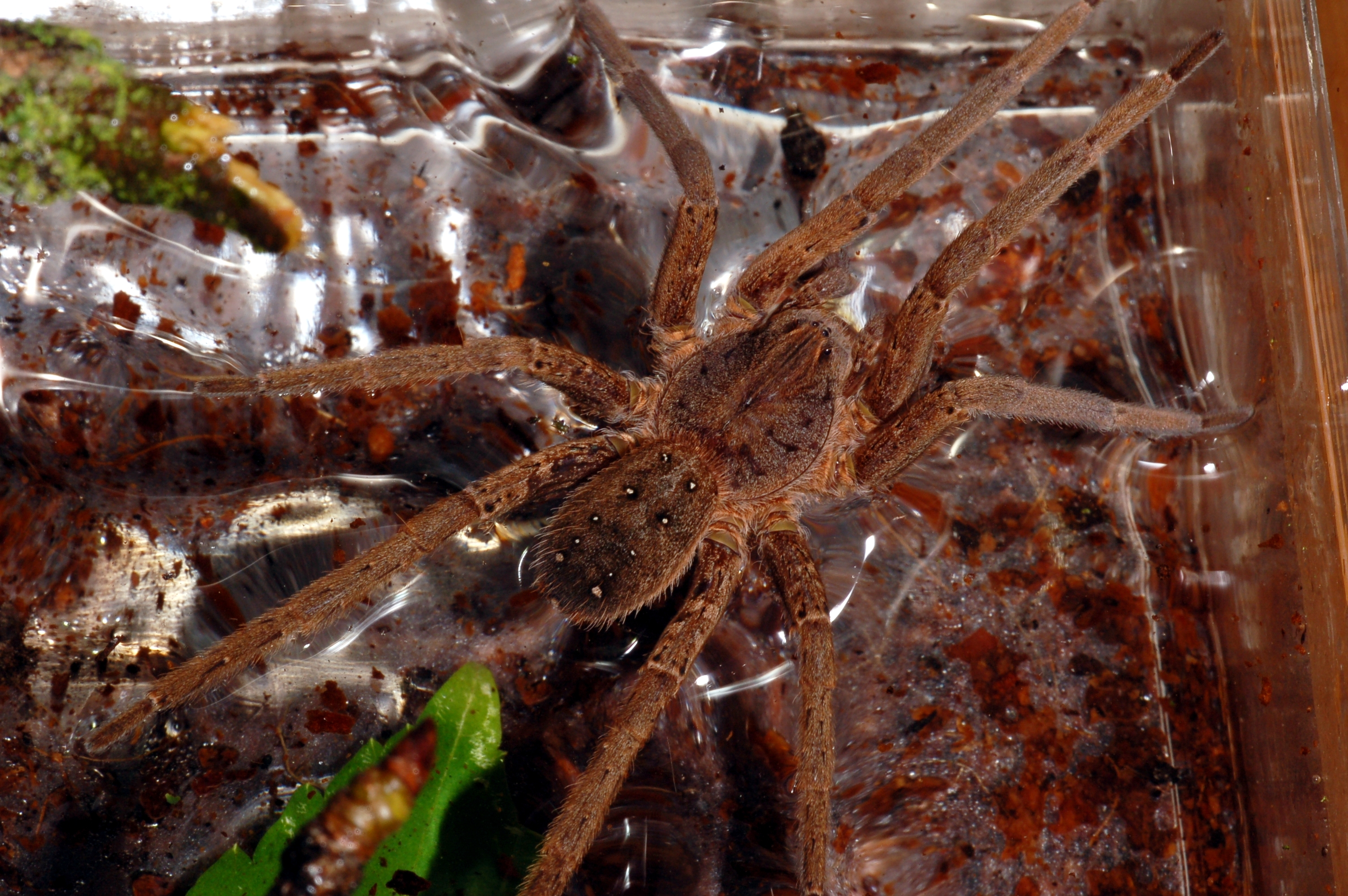
Ancylometes bogotensis

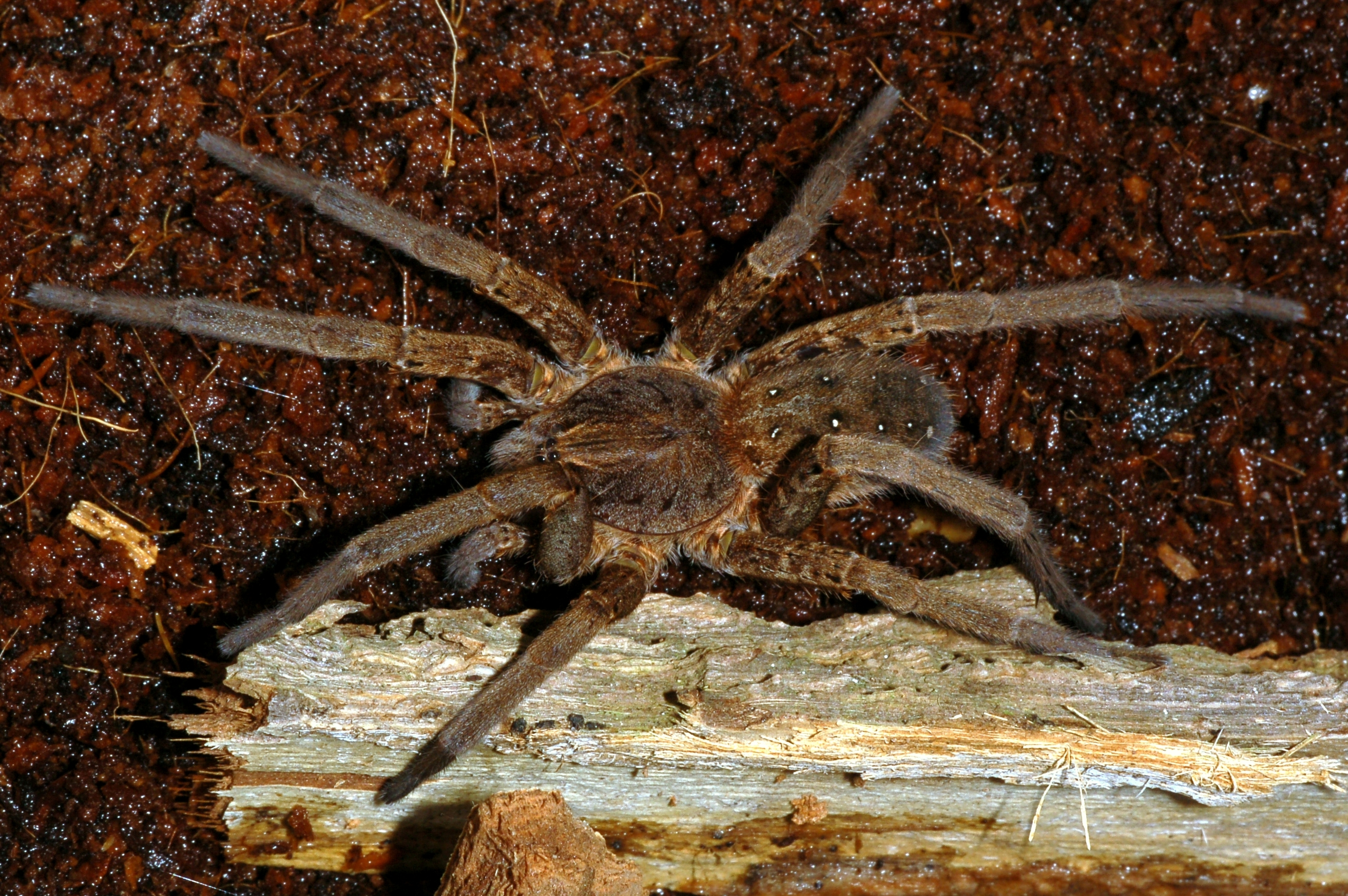
Ancylometes bogotensis

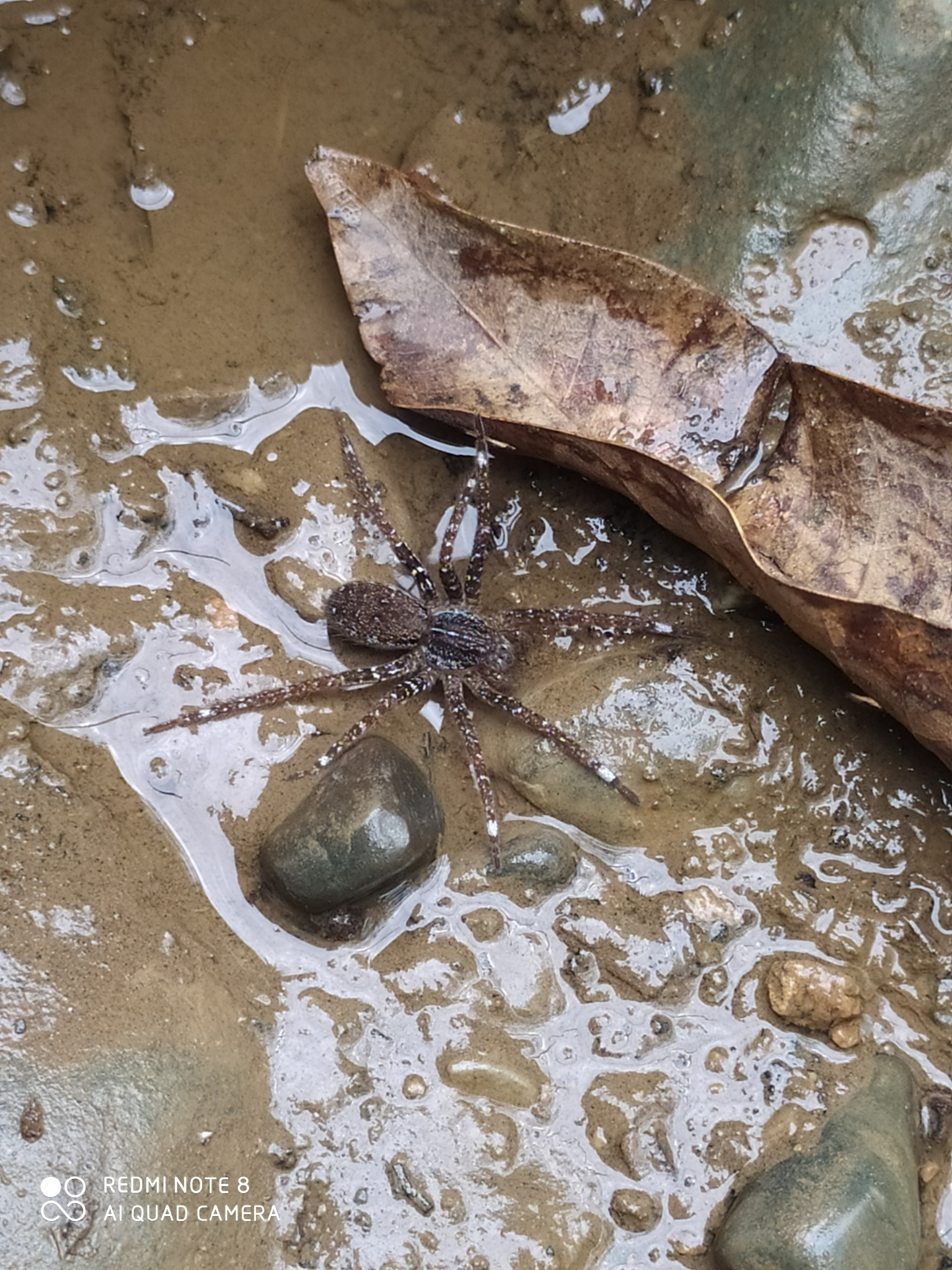
Ancylometes bogotensis

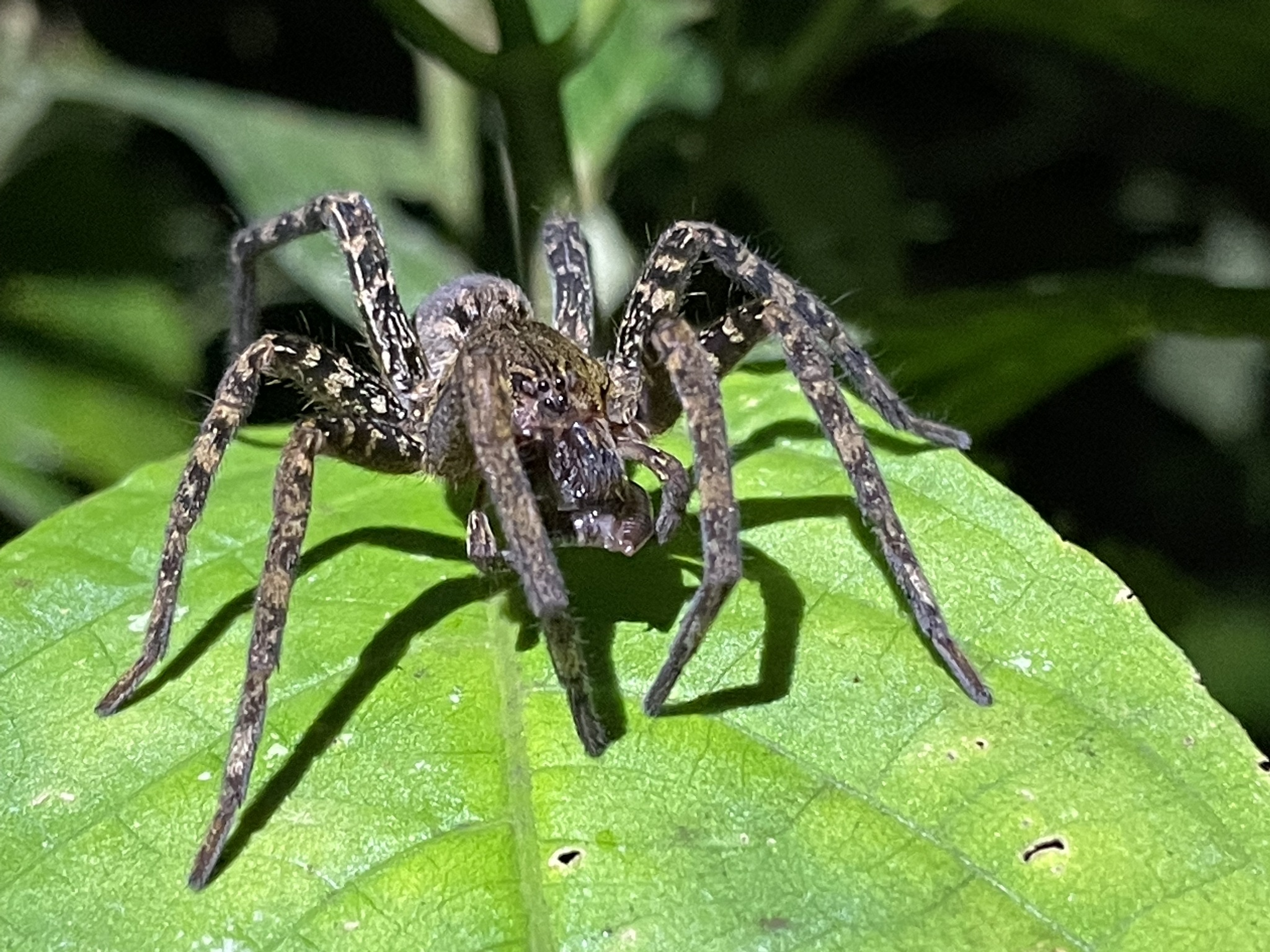
Ancylometes bogotensis

Le mâle décrit par Höfer et Brescovit en 2000 mesure 21,0 mm et la femelle 26,0 mm.
Cette araignée peut marcher sur l'eau et survivre quelque temps sous l'eau. Elle peut capturer, tuer et manger de petits poissons.

## Systématique et taxinomie
Cette espèce a été décrite sous le protonyme Ctenus bogotensis par Keyserling en 1877. Elle est placée dans le genre Lycoctenus par F. O. Pickard-Cambridge en 1897 puis dans le genre Ancylometes par Simon en 1898.
Lycoctenus colombianus a été placée en synonymie par F. O. Pickard-Cambridge en 1901.
Ancylometes orinocensis, Ancylometes palustris, Lycoctenus caracasensis, Lycoctenus venezuelensis, Ancylometes acostae et Ctenus nasutus ont été placées en synonymie par Höfer et Brescovit en 2000.

## Étymologie
Son nom d'espèce, composé de bogot[a] et du suffixe latin -ensis, « qui vit dans, qui habite », lui a été donné en référence au lieu de sa découverte, Bogota.

## Publication originale
- Keyserling, 1877 : « Ueber amerikanische Spinnenarten der Unterordnung Citigradae. » Verhandlungen der kaiserlich-königlichen zoologisch-botanischen Gesellschaft in Wien, vol. 26, p. 609-708 (texte intégral).